# Németország kormányzati kerületei

Kormányzati körzetek: Státusz: 2008. augusztus 1. (beleértve a korábbi Alsó-Szászország, Rajna-vidék-Pfalz, Szászország és Szász-Anhalt közigazgatási körzeteit)

Németország kormányzati kerületei (németül: Regierungsbezirk),  közigazgatási egységek Németországban, illetve a korábbi Poroszországban és néhány más egykori német államban. 
A közigazgatás középső szintjén állnak, nehány tartományok (Land, német tagállamok) és a járások (Kreise) között. 
A német kormányzati kerületek az Európai Unió regionális statisztikai rendszerében a NUTS második területi szintjére vannak besorolva a magyar statisztikai régiókhoz hasonlóan.

## A kormányzati kerületek tartományonkénti megoszlása
Nem voltak kormányzati körzetek Brandenburgban, Mecklenburg-Vorpomerániában, Türingiában, Schleswig-Holsteinben és a Saar-vidéken.
A kormányzati körzeteket a következő tartományokban szüntették meg:
Rajna-vidék-Pfalz (2000), Szász-Anhalt (2003), Alsó-Szászország (2005) és Szászország (2012)
Jelenleg Németországban 19 kormányzati kerület található, melyek tartományonként a következő módon oszlanak meg:
- Baden-Württemberg: 4
- Bajorország: 7
- Hessen: 3
- Észak-Rajna-Vesztfália: 5

## A kormányzati kerületek listája
| Kerület           | Kerület       | Tartomány              | Főváros    | Terület (km²) | Lakosság (fő, 2020) | Népsűrűség (fő/km², 2020) |  |
| Magyar név        | Német név     | Tartomány              | Főváros    | Terület (km²) | Lakosság (fő, 2020) | Népsűrűség (fő/km², 2020) |  |
| ----------------- | ------------- | ---------------------- | ---------- | ------------- | ------------------- | ------------------------- |  |
| Freiburg          | Freiburg      | Baden-Württemberg      | Freiburg   | 9356,39       | 2 276 924           | 243                       |  |
| Karlsruhe         | Karlsruhe     | Baden-Württemberg      | Karlsruhe  | 6917,64       | 2 807 601           | 211                       |  |
| Stuttgart         | Stuttgart     | Baden-Württemberg      | Stuttgart  | 10 556,84     | 4 151 094           | 393                       |  |
| Tübingen          | Tübingen      | Baden-Württemberg      | Tübingen   | 8916,89       | 1 867 424           | 209                       |  |
| Felső-Bajorország | Oberbayern    | Bajorország            | München    | 17 529,63     | 4 719 716           | 269                       |  |
| Alsó-Bajorország  | Niederbayern  | Bajorország            | Landshut   | 10 329,91     | 1 247 063           | 121                       |  |
| Svábföld          | Schwaben      | Bajorország            | Augsburg   | 9992,03       | 1 905 841           | 191                       |  |
| Felső-Pfalz       | Oberpfalz     | Bajorország            | Regensburg | 9691,03       | 1 112 267           | 115                       |  |
| Felső-Frankföld   | Oberfranken   | Bajorország            | Bayreuth   | 7231,00       | 1 062 085           | 147                       |  |
| Közép-Frankföld   | Mittelfranken | Bajorország            | Ansbach    | 7244,85       | 1 775 704           | 245                       |  |
| Alsó-Frankföld    | Unterfranken  | Bajorország            | Würzburg   | 8530,99       | 1 317 507           | 154                       |  |
| Darmstadt         | Darmstadt     | Hessen                 | Darmstadt  | 7444,28       | 4 026 618           | 541                       |  |
| Gießen            | Gießen        | Hessen                 | Gießen     | 8290,83       | 1 048 740           | 195                       |  |
| Kassel            | Kassel        | Hessen                 | Kassel     | 7444,28       | 1 217 796           | 147                       |  |
| Arnsberg          | Arnsberg      | Észak-Rajna-Vesztfália | Arnsberg   | 8012,39       | 3 571 053           | 446                       |  |
| Detmold           | Detmold       | Észak-Rajna-Vesztfália | Detmold    | 6525,25       | 2 054 178           | 315                       |  |
| Düsseldorf        | Düsseldorf    | Észak-Rajna-Vesztfália | Düsseldorf | 5292,34       | 5 200 090           | 983                       |  |
| Köln              | Köln          | Észak-Rajna-Vesztfália | Köln       | 7364,04       | 4 475 530           | 608                       |  |
| Münster           | Münster       | Észak-Rajna-Vesztfália | Münster    | 6918,33       | 2 624 719           | 379                       |  |

## Fordítás
- Ez a szócikk részben vagy egészben  a   Regierungsbezirk című német Wikipédia-szócikk fordításán alapul.  Az eredeti cikk szerkesztőit annak laptörténete sorolja fel. Ez a jelzés csupán a megfogalmazás eredetét és a szerzői jogokat jelzi, nem szolgál a cikkben szereplő információk forrásmegjelöléseként.